# Marktzeuln
Marktzeuln là một đô thị thuộc huyện Lichtenfels trong bang Bayern nước Đức. Đô thị Marktzeuln có diện tích 6,86 km², dân số thời điểm ngày 31 tháng 12 năm 2006 là 1692 người.